# El ángel de los niños
El ángel de los niños es un film que relata la historia de la vida del sacerdote italiano, Beato Padre Carlo Gnocchi (1902-1956), (encarnado por Danielle Liotti), desde su actividad como capellán militar en el Batallón Alpino del Ejército Italiano hasta su muerte, en el hospitál de Milán.
Transcurre en Milán, Italia, en los años de la Segunda Guerra Mundial, cuando el Padre Gnocchi, estando en combate, se da cuenta de la situación de los niños de la guerra, los niños mutilados, a quien asistió y ayudó con amor, dando origen a su obra, la "Fondazione Pro Juventute" (hoy Obra Don Gnocchi).

## Elenco
- Daniele Liotti, como el Padre Carlo Gnocchi.
- Giulio Pampiglione	como Matteo.
- Francesco Martino	como Francesco.
- Alexandra Dinu	como Sara.
- Pietro Taricone	como Margherito.
- Luisa Maneri	como Rebecca.
- Lucio Zagaria	como Sartorelli.
- Luciano Roffi	como el General Lancia.
- Mattia Sbragia	como Baldacci.
- Ugo Pagliai	como el	Cardenal Schuster.
- Rossella Gardini	como Nella Cosulich.
- Philippe Leroy	como el	Papa Pío XII.
- Serena Michelotti	como Sor Amelia.
- Ralph Palka	como Monseñor Montini (futuro Paulo VI).
- Iósif Shamli	como Mocchi.
- Francesco Stella	como Aquila.
- Giuseppe Sulfaro	como Luigi.
- Valeri Yordanov	como Ballerini.
- Sebastian Gallos 	como Samuel.